# سد تنکاب
سد تنکاب در شهرستان فیروزآباد، شمال شرقی شهر واقع شده و این اثر در تاریخ ۲۵ اسفند ۱۳۷۹ با شمارهٔ ثبت ۳۴۰۷ به‌عنوان یکی از آثار ملی ایران به ثبت رسیده است.